# 薄層クロマトグラフィー

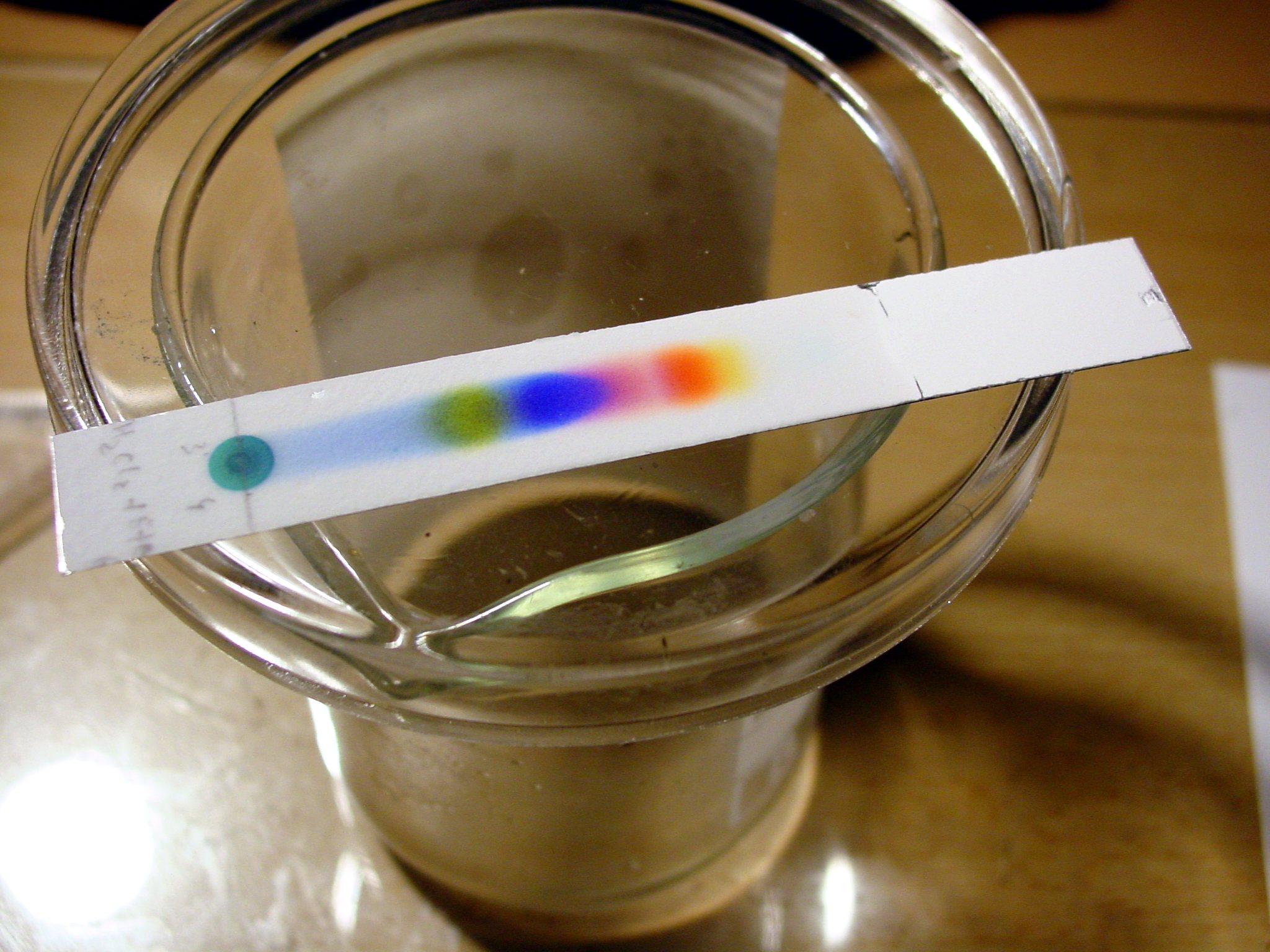
黒インクをTLC展開した場合

薄層クロマトグラフィー（はくそうクロマトグラフィー、英: thin-layer chromatography、略称: TLC）はガラスの板の上にシリカゲル、アルミナ、ポリアミド樹脂などを薄く張ったもので、主に、反応の進行状況を迅速に確認したり、カラムをする際の分離条件を検討したり分離を確認したりして、物質の定性を行う際に用いられる。
担体のシリカゲルはカラムクロマトグラフィーと同じであるが、粒子の細かいものが使われているので分離能が高い。通常は順相のシリカゲル担体を用いるが、逆相シリカゲル担体や化学修飾担体（アミンや光学活性体で修飾した担体）のTLCも販売されている。
スポットの移動距離を溶媒の移動距離で割ったものをRf値（retention factor value、Rf value）と呼ぶ。Rf値は溶離液組成、温度、担体、チャンバーの溶媒蒸気の飽和度、スポット量を管理すれば再現性があるので、サンプル同定にも使用できる。
カラムクロマトグラフィーとTLCとは両者ともRf値の順番で化合物が流出することがほとんどであるが、まれにカラムとTLCとで溶離順が一致しないことがあるので注意が必要である（大抵は、Rf値が0.5以上の条件で溶離したり、無理に流速を上げたり、またはサンプルをオーバーロードしたりといった、クロマトグラフィーの原理を無視することで発生する）。
また、シリカゲルが厚く（1-2 mm厚）張られたものを用いて少量（100 mg程度まで）の混合物の分離に用いられることもあり、分取TLC（preparative TLC、PTLC）と呼ばれる。

## 展開溶媒
カラムクロマトグラフィー同様、試料に最適な展開溶媒を予測することは容易ではなく、通常溶媒極性の異なる有機溶媒を複数混合し最適なスポット分離をする溶媒組成を試行錯誤で探索することになる。
順相TLCではRf値と溶媒強度パラメーター（P）は正の相関関係があるのでそれを目安に混合溶媒を探索する。
| 溶媒                   | P   |
| ---------------------- | --- |
| ヘキサン               | 0.0 |
| ジイソプロピルエーテル | 2.4 |
| 1-プロパノール         | 3.9 |
| テトラヒドロフラン     | 4.2 |
| 酢酸エチル             | 4.3 |
| 2-プロパノール         | 4.3 |
| クロロホルム           | 4.4 |
| エチルメチルケトン     | 4.7 |
| 1,4-ジオキサン         | 4.8 |
| エタノール             | 5.2 |
| ピリジン               | 5.3 |
| アセトン               | 5.4 |
| 酢酸                   | 6.2 |
| アセトニトリル         | 6.2 |
| メタノール             | 6.6 |
| 水                     | 9.0 |

なお、HPLC級溶媒以外では溶媒に安定剤が添加されていることに留意すること。たとえばクロロホルムだと0.3～1 ％のエタノールが安定剤として含まれている。
また、テーリングする場合は、目的物と同じ置換基を持つ物質を「ごく少量」展開溶媒に加えると、分離が良くなることがある。例として、アミノ基の場合はトリエチルアミンやピリジン、カルボン酸ではギ酸や酢酸、ヒドロキシ基ならメタノールなど。

## 展開方法

### 二次元展開

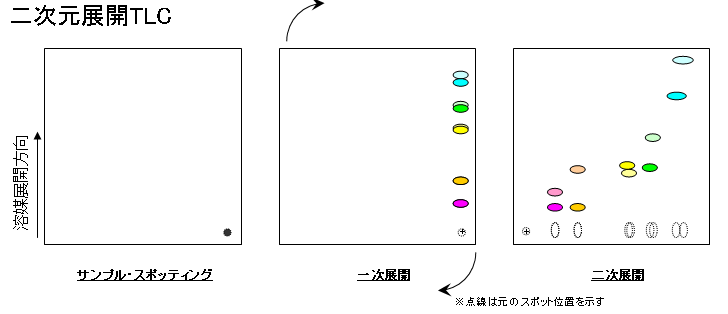
二次元展開TLC

二次元展開（にじげんてんかい）または二次元薄層クロマトグラフィー（にじげんはくそうクロマトグラフィー）は二度展開することにより複雑な混合試料を高度に分離する技法である。
初回の展開は方形のTLC板の角に直交する両辺から溶媒に浸すマージンを適宜あけた隅を原点とし試料を置く。
大別するとスポットの分離を改善するために単一の固定相で初回と次回の展開溶媒を変えて二次元展開する方法と、ストライプ状に二種類（たとえば順相と逆相）の固定相を持つTLC板を用いてそれぞれの固定相で二次元展開する方法がある。
展開溶媒を変える方法では、最初の展開は原点が下になるようにして通常の展開を行う。その結果、TLC板の肩に一直線上にスポットが展開する。TLC板を十分に乾燥させて初回の溶媒の影響を取り除いてから、初回の展開が原点となるように辺を下にして、展開溶媒を変えて次回の展開を行う方法である。
二種類の固定相を持つTLC板の二次元TLCは、一方の固定相は一方の辺から1/5～1/4の幅で塗布されているので、初回の展開はその固定相帯の長辺方向に試料を展開する。次いで初回で展開した固定相を原点として次回の展開を行う。

## 検出方法（TLC）

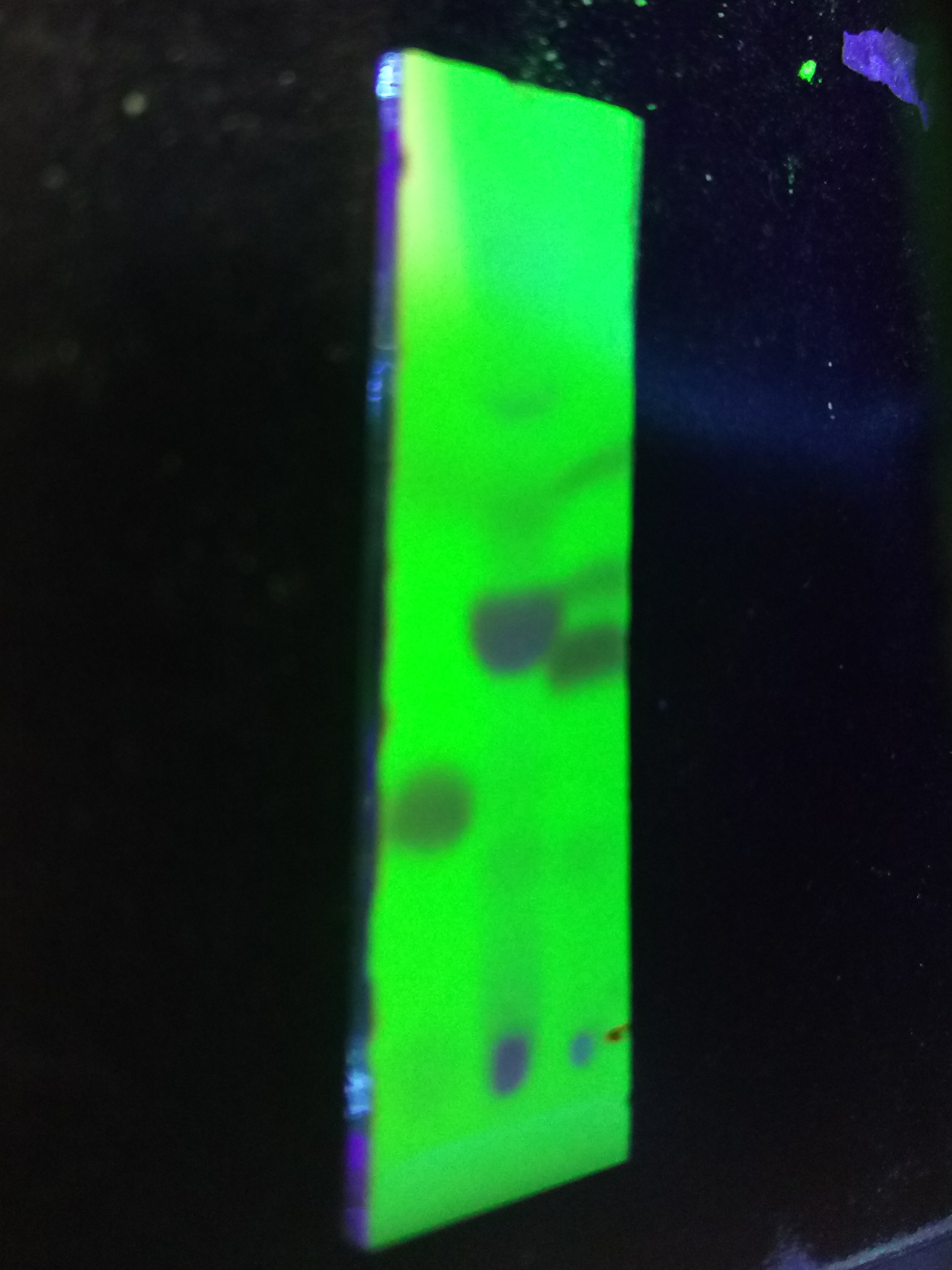
UV照射によるスポット検出

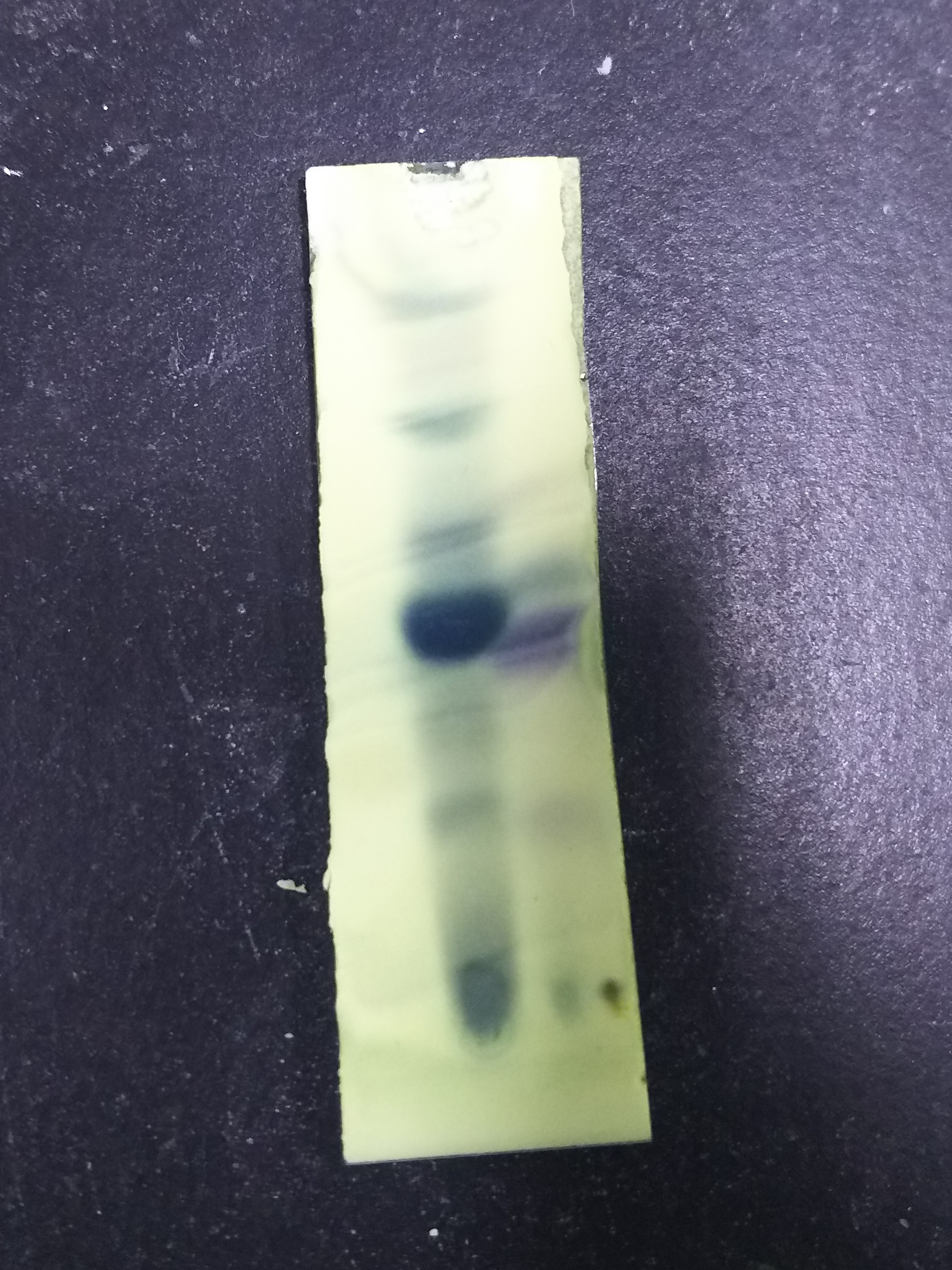
リンモリブデン酸を用いたスポット検出

市販のTLC担体はUVインジケーター（F254）が配合されているので、UVを照射すると仄かに蛍光を発する。芳香環などUVを吸収するサンプルはUVインジケーターの蛍光を阻害するので、TLCにUVを照射してスポット位置を確認するのが普通である。
UVを吸収しないスポットの検出方法として、
- 希硫酸をスプレーして、ホットプレートで焼く（あぶり出しの原理）
- リンモリブデン酸液をスプレーして、ホットプレートで焼く（強酸化剤であるリンモリブデン酸が還元されると濃緑色になる）
- ヨウ素ビン中でヨウ素蒸気に曝す
- ニンヒドリン液をスプレーして、ホットプレートで焼く（アミノ酸の呈色）
- アニスアルデヒド液をスプレーして、ホットプレートで焼く

等がある。

## TLC製品提供元
- シグマ アルドリッチ ジャパン
- 資生堂
- 関東化学
- メルク